# Gynoxys dielsiana
Gynoxys dielsiana là một loài thực vật có hoa thuộc họ Asteraceae.
Loài này chỉ có ở Ecuador.
Môi trường sống tự nhiên của chúng là subtropical hoặc tropical moist montane.
Chúng hiện đang bị đe dọa vì mất môi trường sống.